# Juan Dixon
Juan Dixon (Baltimora, 9 ottobre 1978) è un ex cestista e allenatore di pallacanestro statunitense, professionista nella NBA, in Grecia, Spagna e Turchia.

## Carriera
È stato selezionato dai Washington Wizards al primo giro del Draft NBA 2002 (17ª scelta assoluta).
Con gli ha disputato le Universiadi di Pechino 2001.
Nel luglio 2010 è stato squalificato dalla FIBA per un anno dopo essere risultato positivo al nandrolone mentre giocava con l'ARIS Salonicco.

## Statistiche

### College
| Anno      | Squadra            | PG  | PT  | MP   | TC%  | 3P%  | TL%  | RP  | AP  | PRP | SP  | PP   |
| --------- | ------------------ | --- | --- | ---- | ---- | ---- | ---- | --- | --- | --- | --- | ---- |
| 1998-1999 | Maryland Terrapins | 34  | 0   | 14,9 | 44,3 | 37,1 | 83,0 | 2,6 | 1,4 | 1,5 | 0,0 | 7,4  |
| 1999-2000 | Maryland Terrapins | 35  | 35  | 34,0 | 46,2 | 36,3 | 79,0 | 5,5 | 3,6 | 2,7 | 0,3 | 18,0 |
| 2000-2001 | Maryland Terrapins | 36  | 36  | 30,5 | 48,3 | 41,1 | 86,5 | 4,3 | 2,6 | 2,6 | 0,2 | 18,2 |
| 2001-2002 | Maryland Terrapins | 36  | 36  | 33,6 | 46,9 | 39,7 | 89,8 | 4,6 | 2,9 | 2,6 | 0,2 | 20,4 |
| Carriera  | Carriera           | 141 | 107 | 28,4 | 46,8 | 38,9 | 85,0 | 4,2 | 2,6 | 2,4 | 0,2 | 16,1 |

### NBA

#### Regular Season
| Anno      | Squadra             | PG  | PT | MP   | TC%  | 3P%  | TL%  | RP  | AP  | PRP | SP  | PP   |
| --------- | ------------------- | --- | -- | ---- | ---- | ---- | ---- | --- | --- | --- | --- | ---- |
| 2002-2003 | Wash. Wizards       | 42  | 3  | 15,4 | 38,4 | 29,8 | 80,4 | 1,7 | 1,0 | 0,6 | 0,1 | 6,4  |
| 2003-2004 | Wash. Wizards       | 71  | 16 | 20,8 | 38,8 | 29,8 | 79,9 | 2,1 | 1,9 | 1,2 | 0,1 | 9,4  |
| 2004-2005 | Wash. Wizards       | 63  | 4  | 16,7 | 41,6 | 32,7 | 89,7 | 1,9 | 1,8 | 0,7 | 0,1 | 8,0  |
| 2005-2006 | Portland T. Blazers | 76  | 42 | 25,3 | 43,5 | 38,2 | 80,4 | 2,3 | 2,0 | 0,8 | 0,1 | 12,3 |
| 2006-2007 | Portland T. Blazers | 55  | 1  | 22,6 | 42,6 | 36,4 | 83,3 | 1,5 | 1,5 | 0,9 | 0,1 | 8,9  |
| 2006-2007 | Toronto Raptors     | 26  | 5  | 26,3 | 42,5 | 32,5 | 93,2 | 2,8 | 1,6 | 1,0 | 0,1 | 11,1 |
| 2007-2008 | Toronto Raptors     | 36  | 0  | 11,8 | 36,9 | 43,6 | 94,7 | 1,3 | 1,8 | 0,6 | 0,1 | 4,3  |
| 2007-2008 | Detroit Pistons     | 17  | 0  | 14,4 | 48,0 | 39,4 | 42,9 | 1,6 | 1,9 | 0,0 | 0,0 | 6,5  |
| 2008-2009 | Wash. Wizards       | 50  | 6  | 16,3 | 39,5 | 33,3 | 87,2 | 1,3 | 2,4 | 0,7 | 0,1 | 5,2  |
| Carriera  | Carriera            | 436 | 77 | 19,5 | 41,3 | 34,1 | 83,3 | 1,9 | 1,8 | 0,8 | 0,1 | 8,4  |

#### Playoffs
| Anno     | Squadra         | PG | PT | MP   | TC%  | 3P%  | TL%  | RP  | AP  | PRP | SP  | PP   |
| -------- | --------------- | -- | -- | ---- | ---- | ---- | ---- | --- | --- | --- | --- | ---- |
| 2005     | Wash. Wizards   | 10 | 0  | 21,9 | 40,6 | 32,4 | 84,0 | 2,6 | 1,3 | 0,7 | 0,0 | 11,4 |
| 2007     | Toronto Raptors | 6  | 0  | 10,5 | 38,1 | 25,0 | -    | 0,7 | 0,5 | 1,2 | 0,0 | 3,0  |
| 2008     | Detroit Pistons | 2  | 0  | 3,5  | 0,0  | -    | -    | 0,0 | 0,0 | 0,0 | 0,0 | 0,0  |
| Carriera | Carriera        | 18 | 0  | 16,1 | 39,5 | 31,0 | 84,0 | 1,7 | 0,9 | 0,8 | 0,0 | 7,3  |

## Palmarès
- Campione NCAA (2002)
- NCAA Final Four Most Outstanding Player (2002)
- NCAA AP All-America First Team (2002)